# Boophis entingae
Espèce
Statut de conservation UICN

 LC  : Préoccupation mineure
Boophis entingae est une espèce d'amphibiens de la famille des Mantellidae.

## Répartition
Cette espèce est endémique de Madagascar. Elle se rencontre dans le parc national de la Montagne d'Ambre, dans la réserve naturelle intégrale de Tsaratanana, dans la réserve spéciale de Manongarivo et dans les environs de Benavony.

## Publication originale
- Glaw, Köhler, De la Riva, Vieites & Vences, 2010 : Integrative taxonomy of Malagasy treefrogs: combination of molecular genetics, bioacoustics and comparative morphology reveals twelve additional species of Boophis. Zootaxa, no 2383, p. 1-82.